# Breath of Life
«Breath of Life» es el decimoséptimo disco sencillo publicado del grupo inglés de música electrónica Erasure, lanzado en 1992.
Este sencillo es una canción compuesta por Vince Clarke y Andy Bell

## Descripción
Breath of Life fue el cuarto sencillo del álbum Chorus. Este sencillo llegó al puesto 8 en el ranking británico y el número 49 en Alemania.

Breath of Life se editó como sencillo sin contener lados B, estos aparecieron solo en los maxis.

## Lista de temas
| Compact Disc (CDMUTE142) / (INT 826.897) 1. «Breath Of Life» (Sencillo Mix) 3:56 2. «Breath Of Life» (Divine Inspiration Mix) 6:41 3. «Breath Of Life» (Stripped Mix) 4:38 4. «Breath Of Life» (Swiss Mix) 4:33 5. «Breath Of Life» (Accapella Dub Mix) 4:41 Compact Disc (Sire 40344-2) 1. «Breath Of Life» (Sencillo Mix) 3:56 2. «Breath Of Life» (Divine Inspiration Mix) 6:41 3. «Breath Of Life» (Swiss Mix) 4:33 4. «Waiting For Sex» (Full Version) 4:06 5. «Breath Of Life» (Umbilical Mix) 4:30 6. «Breath Of Life» (Elixir Mix) 6:27 7. «Breath Of Life» (Stripped Mix) 4:38 8. «Carry On Clangers» 4:02 12″ Vinilo (12MUTE142) / (INT 126.897) - A1 «Breath Of Life» (Divine Inspiration Mix) 6:41 - A2 «Breath Of Life» (Umbilical Mix) 4:30 - B1 «Breath Of Life» (Swiss Mix) 4:34 - B2 «Breath Of Life» (Elixir Mix) 6:27 - B3 «Breath Of Life» (Stripped Mix) 4:38 | 12″ Vinilo (Sire 40344-0) 1. «Breath Of Life» (Divine Inspiration Mix) 6:41 2. «Breath Of Life» (Umbilical Mix) 4:30 3. «Breath Of Life» (Stripped Mix) 4:38 4. «Breath Of Life» (Accapella Dub Mix) 4:41 5. «Breath Of Life» (Swiss Mix) 4:33 6. «Breath Of Life» (Elixir Mix) 6:27 7. «Waiting For Sex» (Full Version) 4:06 7″ Vinilo (MUTE142) / (INT 111.897) - A1 «Breath Of Life» (Sencillo Mix) 3:56 - B1 «Breath Of Life» (Swiss Mix) 4:34 - B2 «Breath Of Life» (Accapella Dub Mix) 4:41 Casete (CMUTE142) 1. «Breath Of Life» (Sencillo Mix) 3:56 2. «Breath Of Life» (Swiss Mix) 4:34 3. «Breath Of Life» (Accapella Dub Mix) 4:41 |

## Créditos
En el maxi, aparecen Waiting For Sex y Carry On Clangers ambos escritos por (Clarke/Bell), que ya habían sido editados en el EP Am I Right?.